# J1 Repentigny
Das J1 Repentigny (offiziell Les Internationaux de Tennis Junior Banque Nationale du Canada) ist ein World-Junior-Tennisturnier, das seit 2005 jährlich Ende August auf Hartplatz in der kanadischen Stadt Repentigny in der Provinz Québec vom International Tennis Federation ausgetragen wird. Es gehört der zweithöchsten Turnierkategorie G1 an und ist ein wichtiges Vorbereitungsturnier für die Juniorenkonkurrenzen der US Open.

## Geschichte
Repentigny trat 1986 offiziell die Nachfolge eines 1896 erstmals in Laval ausgespielten Turniers für 14- bis 18-Jährige an. Nachdem die Hallenanlage, in der der Wettbewerb ausgefochten wurden, schließen musste, erfolgte 1986 der Umzug in das Sportzentrum Parc Larochelle in Repentigny, wo der Wettbewerb nach einer sukzessiven Erweiterung sowie Modernisierung der Anlage seitdem als Les Internationaux de tennis Junior du Canada abgehalten wird.

## Siegerliste
Als letztes großes Vorbereitungsturnier vor den US Open, ist der Wettbewerb traditionell gut besetzt. Unter den ehemaligen Siegern im Einzel und Doppel seit 1993 finden sich zahlreiche Spieler, die später in die Weltklasse aufstiegen, darunter auch die Grand-Slam-Champions Andy Murray, Kim Clijsters, Ana Ivanović und Bianca Andreescu.

### Einzel
| Jahr                                                                     | Herren                           | Damen                            |                                  |
| ------------------------------------------------------------------------ | -------------------------------- | -------------------------------- | -------------------------------- |
| ↓ Philips International Junior Championships of Canada – Kategorie: G1 ↓ |                                  |                                  |                                  |
| 1993                                                                     | Ben Ellwood                      | Sonya Jeyaseelan                 |                                  |
| 1994                                                                     | Andrew Ilie                      | Ludmila Varmužová                |                                  |
| ↓ SEGA International Junior Championships of Canada ↓                    |                                  |                                  |                                  |
| 1995                                                                     | Nicolas Kiefer                   | Annabel Ellwood                  |                                  |
| ↓ Canadian Junior International ↓                                        |                                  |                                  |                                  |
| 1996                                                                     | Sébastien Grosjean               | Christina Popescu                |                                  |
| 1997                                                                     | Arnaud Di Pasquale               | Jelena Kostanić                  |                                  |
| ↓ Les Internationaux Junior Vidéotron du Canada ↓                        |                                  |                                  |                                  |
| 1998                                                                     | David Nalbandian                 | Evie Dominikovic                 |                                  |
| ↓ Canadian International Junior Championships of Canada ↓                |                                  |                                  |                                  |
| 1999                                                                     | Guillermo Coria                  | Eleni Daniilidou                 |                                  |
| ↓ Canadian Open Junior Tennis Championships of Canada ↓                  |                                  |                                  |                                  |
| 2000                                                                     | Wang Yeu-tzuoo                   | Anikó Kapros                     |                                  |
| 2001                                                                     | Stéphane Bohli                   | Wera Swonarjowa                  |                                  |
| 2002                                                                     | Jo-Wilfried Tsonga               | Marija Kirilenko                 |                                  |
| 2003                                                                     | Andy Murray                      | Michaëlla Krajicek               |                                  |
| 2004                                                                     | Rafael Arévalo                   | Shahar Peer                      |                                  |
| 2005                                                                     | Leonardo Mayer                   | Jaroslawa Schwedowa              |                                  |
| 2006                                                                     | Jaak Poldma                      | Ksenija Mileuskaja               |                                  |
| 2007                                                                     | Ričardas Berankis                | Rebecca Marino                   |                                  |
| 2008                                                                     | Marcus Willis                    | Kurumi Nara                      |                                  |
| 2009                                                                     | Julien Obry                      | Miyabi Inoue                     |                                  |
| 2010                                                                     | Damir Džumhur                    | Karolína Plíšková                |                                  |
| 2011                                                                     | Jiří Veselý                      | Eugenie Bouchard                 |                                  |
| 2012                                                                     | Nick Kyrgios                     | Françoise Abanda                 |                                  |
| 2013                                                                     | Brayden Schnur                   | Barbora Krejčíková               |                                  |
| 2014                                                                     | Akira Santillan                  | Elena Gabriela Ruse              |                                  |
| 2015                                                                     | Máté Valkusz                     | Bianca Andreescu                 |                                  |
| 2016                                                                     | Alejandro Davidovich Fokina      | Iga Świątek                      |                                  |
| ↓ Les Internationaux de Tennis Junior Banque Nationale du Canada ↓       |                                  |                                  |                                  |
| 2017                                                                     | Marko Miladinović                | Marta Kostjuk                    |                                  |
| 2018                                                                     | Hugo Gaston                      | Clara Tauson                     |                                  |
| 2019                                                                     | Leandro Riedi                    | Elsa Jacquemot                   |                                  |
| 2020                                                                     | Wegen COVID-19-Pandemie abgesagt | Wegen COVID-19-Pandemie abgesagt | Wegen COVID-19-Pandemie abgesagt |

### Doppel
| Jahr                                                                     | Herren                                  | Damen                                 |                                  |
| ------------------------------------------------------------------------ | --------------------------------------- | ------------------------------------- | -------------------------------- |
| ↓ Philips International Junior Championships of Canada – Kategorie: G1 ↓ |                                         |                                       |                                  |
| 1993                                                                     | Jamie Delgado Roman Kukal               | Lara Bitter Maaike Koutstaal          |                                  |
| 1994                                                                     | Eyal Erlich Nicolás Lapentti            | Yvette Basting Kim De Weille          |                                  |
| ↓ SEGA International Junior Championships of Canada ↓                    |                                         |                                       |                                  |
| 1995                                                                     | Kevin Kim Ryan Wolters                  | Sandra Klösel Stephanie Kovacic       |                                  |
| ↓ Canadian Junior International ↓                                        |                                         |                                       |                                  |
| 1996                                                                     | Mattias Hellström Björn Rehnquist       | Stephanie Kovacic Jasmin Wöhr         |                                  |
| 1997                                                                     | Jean-René Lisnard Michaël Llodra        | Cara Black Irina Seljutina            |                                  |
| ↓ Les Internationaux Junior Vidéotron du Canada ↓                        |                                         |                                       |                                  |
| 1998                                                                     | Bo Hodge Scott Lipsky                   | Kim Clijsters Eva Dyrberg             |                                  |
| ↓ Canadian International Junior Championships of Canada ↓                |                                         |                                       |                                  |
| 1999                                                                     | Julien Benneteau Nicolas Mahut          | Eleni Daniilidou Virginie Razzano     |                                  |
| ↓ Canadian Open Junior Tennis Championships of Canada ↓                  |                                         |                                       |                                  |
| 2000                                                                     | Prakash Amritraj Adam Kennedy           | Anikó Kapros Christina Wheeler        |                                  |
| 2001                                                                     | Jordan Kanew Komlavi Loglo              | Neyssa Etienne Angelique Widjaja      |                                  |
| 2002                                                                     | Brendan Evans Ryan Henry                | Chan Chin-wei Hanna Nooni             |                                  |
| 2003                                                                     | G.D. Jones Divij Sharan                 | Ana Ivanović Alla Kudrjawzewa         |                                  |
| 2004                                                                     | Timothy Neilly Tim Smyczek              | Marina Eraković Michaëlla Krajicek    |                                  |
| 2005                                                                     | Piero Luisi Ryan Sweeting               | Alexandra Panowa Jaroslawa Schwedowa  |                                  |
| 2006                                                                     | Luka Belić Thomas Fabbiano              | Xenija Lykina Ksenija Mileuskaja      |                                  |
| 2007                                                                     | Uladsimir Ihnazik Roman Jebavý          | Oksana Kalaschnikowa Xenija Lykina    |                                  |
| 2008                                                                     | Dane Propoggia Matt Reid                | Misaki Doi Kurumi Nara                |                                  |
| 2009                                                                     | Duillio Beretta Huang Liang-chi         | Gabriela Dabrowski Paula Ormaechea    |                                  |
| 2010                                                                     | Damir Džumhur Mate Pavić                | Karolína Plíšková Kristýna Plíšková   |                                  |
| 2011                                                                     | George Morgan Domic Thiem               | Ashleigh Barty Doménica González      |                                  |
| 2012                                                                     | Filip Bergevi Mikael Torpegaard         | Kyle McPhillips Elise Mertens         |                                  |
| 2013                                                                     | Cristian Garín Nicolás Jarry            | Barbora Krejčíková Kateřina Siniaková |                                  |
| 2014                                                                     | Quentin Halys Akira Santillan           | Tami Grende Elena Gabriela Ruse       |                                  |
| 2015                                                                     | Franco Capalbo Gerónimo Espín Busleiman | Emily Arbuthnott Emilie Francati      |                                  |
| 2016                                                                     | Piotr Matuszewski Kacper Żuk            | Malene Helgo Jelena Rybakina          |                                  |
| ↓ Les Internationaux de Tennis Junior Banque Nationale du Canada ↓       |                                         |                                       |                                  |
| 2017                                                                     | Shinji Hazawa Alexei Sacharow           | Chen Pei-hsuan Naho Satō              |                                  |
| 2018                                                                     | Hugo Gaston Clément Tabur               | Margaryta Bilokin Naho Satō           |                                  |
| 2019                                                                     | Gauthier Onclin Valentin Royer          | Aubane Droguet Séléna Janicijevic     |                                  |
| 2020                                                                     | Wegen COVID-19-Pandemie abgesagt        | Wegen COVID-19-Pandemie abgesagt      | Wegen COVID-19-Pandemie abgesagt |